# Michael Mayer (Fußballspieler)
Michael Mayer (* 17. Oktober 1970) ist ein ehemaliger deutscher Fußballspieler.
Er begann das Fußballspielen beim SSV Reutlingen 05, für den er von der F- bis zur B-Jugend spielte. 1986 wechselte er zu den Junioren des VfB Stuttgart und wurde später Vertragsamateur. Sein erstes Spiel für die Lizenzspielermannschaft der Schwaben bestritt er am 2. Oktober 1991, als er im Rückspiel der ersten UEFA-Pokalrunde beim ungarischen Vertreter Pécsi Mecsek FC in der 74. Minute für Manfred Kastl eingewechselt wurde. Bereits eine Minute später erzielte er die zwischenzeitliche 2:1-Führung für den VfB, der nach dem 2:2-Endstand im Rückspiel und dem 4:1-Hinspielerfolg in die zweite Runde einzog. Drei Tage später spielte Michael Mayer nach seiner Einwechslung in der Halbzeitpause beim 1:2 gegen Eintracht Frankfurt zum ersten Mal in der Bundesliga. In der restlichen Saison, an deren Ende der VfB Stuttgart seine vierte deutsche Meisterschaft gewann, kam Mayer nicht mehr im Profikader zum Einsatz.
Im Sommer 1992 wechselte er zurück zu seinem in der Oberliga Baden-Württemberg spielenden Heimatverein. Mit dem SSV Reutlingen qualifizierte er sich 1994 für die neu geschaffene Regionalliga Süd. Dort absolvierte nicht nur die meisten Spiele (167), sondern erzielte auch die meisten Tore (56) für den SSV Reutlingen in der Regionalliga Süd. In der Spielzeit 1996/97 belegte er mit 24 geschossenen Toren gemeinsam mit Olivier Djappa Platz zwei in der Torjägerliste hinter Frank Türr. Im Jahr 2000 wurde er mit dem SSV Reutlingen unter Armin Veh Meister der Regionalliga Süd, was den Aufstieg in die 2. Bundesliga bedeutete. Nach jener Saison beendete er zunächst seine Karriere, bevor er im September 2002 für die TuS Metzingen wieder aktiv wurde. Nach vier Jahren wechselte er zur TSG Young Boys Reutlingen, wo er seine Karriere im Sommer 2007 ausklingen ließ.
Sein erstes Traineramt hatte Mayer beim Kreisligisten SG Reutlingen; den Posten bekleidete er vom Sommer bis zum Jahresende 2009. Zur Saison 2013/14 übernahm er die Reserve des SSV Reutlingen, gab sein Amt aus beruflichen Gründen aber bereits nach sieben Spieltagen wieder ab.

## Erfolge
- Deutscher Meister 1992
- Deutscher Amateurmeister 1997
- Meister der Regionalliga Süd 2000